# Campionati europei di nuoto in vasca corta 1998
I sesti Campionati europei di nuoto in vasca corta si sono svolti a Sheffield (Gran Bretagna) dall'11 al 13 dicembre 1998.

## Medagliere
| Posizione | Paese         | Oro | Argento | Bronzo | Totale |
| --------- | ------------- | --- | ------- | ------ | ------ |
| 1         | Germania      | 10  | 8       | 5      | 23     |
| 2         | Gran Bretagna | 7   | 5       | 9      | 21     |
| 3         | Paesi Bassi   | 6   | 5       | 4      | 15     |
| 4         | Svezia        | 3   | 6       | 6      | 15     |
| 5         | Slovacchia    | 3   | 1       | 0      | 4      |
| 6         | Polonia       | 3   | 0       | 0      | 3      |
| 7         | Italia        | 1   | 2       | 1      | 4      |
| 8         | Danimarca     | 1   | 1       | 2      | 4      |
| 9         | Rep. Ceca     | 1   | 0       | 2      | 3      |
| 10        | Finlandia     | 1   | 0       | 1      | 2      |
| 11        | Belgio        | 1   | 0       | 0      | 1      |
| 11        | Croazia       | 1   | 0       | 0      | 1      |
| 11        | Islanda       | 1   | 0       | 0      | 1      |
| 11        | Svizzera      | 1   | 0       | 0      | 1      |
| 15        | Spagna        | 0   | 2       | 2      | 4      |
| 15        | Ucraina       | 0   | 2       | 2      | 4      |
| 17        | Austria       | 0   | 1       | 2      | 3      |
| 18        | Francia       | 0   | 1       | 0      | 1      |
| 18        | Lituania      | 0   | 1       | 0      | 1      |
| 18        | Slovenia      | 0   | 1       | 0      | 1      |
| 21        | Russia        | 0   | 0       | 1      | 1      |
| 21        | Israele       | 0   | 0       | 1      | 1      |

## Piscina 25 m

### 50 m stile libero
| Posizione | Atleta                    | Paese       | Tempo    |
| --------- | ------------------------- | ----------- | -------- |
|           | Mark Foster               | Regno Unito | 21.31 RM |
|           | Mark Veens                | Paesi Bassi | 21.79    |
|           | Pieter van den Hoogenband | Paesi Bassi | 21.87    |

| Posizione | Atleta         | Paese       | Tempo    |
| --------- | -------------- | ----------- | -------- |
|           | Inge de Bruijn | Paesi Bassi | 24.41 RE |
|           | Katrin Meißner | Germania    | 24.79    |
|           | Sue Rolph      | Regno Unito | 24.80    |

### 100 m stile libero
| Posizione | Atleta                    | Paese       | Tempo |
| --------- | ------------------------- | ----------- | ----- |
|           | Lars Frölander            | Svezia      | 47.54 |
|           | Pieter van den Hoogenband | Paesi Bassi | 47.68 |
|           | Mark Veens                | Paesi Bassi | 47.97 |

| Posizione | Atleta            | Paese       | Tempo |
| --------- | ----------------- | ----------- | ----- |
|           | Sue Rolph         | Regno Unito | 53.84 |
|           | Martina Moravcová | Slovacchia  | 53.93 |
|           | Louise Jöhncke    | Svezia      | 53.97 |

### 200 m stile libero
| Posizione | Atleta                    | Paese       | Tempo   |
| --------- | ------------------------- | ----------- | ------- |
|           | Pieter van den Hoogenband | Paesi Bassi | 1:44.00 |
|           | Massimiliano Rosolino     | Italia      | 1:44.92 |
|           | Jacob Carstensen          | Danimarca   | 1:45.55 |

| Posizione | Atleta                | Paese      | Tempo   |
| --------- | --------------------- | ---------- | ------- |
|           | Martina Moravcová     | Slovacchia | 1:55.12 |
|           | Franziska van Almsick | Germania   | 1:57.05 |
|           | Louise Jöhncke        | Svezia     | 1:57.39 |

### 400 m stile libero
| Posizione | Atleta                | Paese     | Tempo      |
| --------- | --------------------- | --------- | ---------- |
|           | Emiliano Brembilla    | Italia    | 3:40.45 RE |
|           | Massimiliano Rosolino | Italia    | 3:42.87    |
|           | Jacob Carstensen      | Danimarca | 3:44.56    |

| Posizione | Atleta       | Paese       | Tempo   |
| --------- | ------------ | ----------- | ------- |
|           | Carla Geurts | Paesi Bassi | 4:08.05 |
|           | Vicki Horner | Regno Unito | 4:09.02 |
|           | Karen Legg   | Regno Unito | 4:09.66 |

### 800 m stile libero
| Posizione | Atleta           | Paese       | Tempo   |
| --------- | ---------------- | ----------- | ------- |
|           | Flavia Rigamonti | Svizzera    | 8:27.85 |
|           | Carla Geurts     | Paesi Bassi | 8:29.20 |
|           | Sarah Collings   | Regno Unito | 8:33.70 |

### 1500 m stile libero
| Posizione | Atleta             | Paese       | Tempo    |
| --------- | ------------------ | ----------- | -------- |
|           | Graeme Smith       | Regno Unito | 14:42.29 |
|           | Igor Snitko        | Ucraina     | 14:51.70 |
|           | Emiliano Brembilla | Italia      | 14:53.45 |

### 50 m dorso
| Posizione | Atleta          | Paese    | Tempo    |
| --------- | --------------- | -------- | -------- |
|           | Thomas Rupprath | Germania | 24.13 RM |
|           | Stev Theloke    | Germania | 24.66    |
|           | Daniel Carlsson | Svezia   | 24.67    |

| Posizione | Atleta            | Paese     | Tempo    |
| --------- | ----------------- | --------- | -------- |
|           | Sandra Völker     | Germania  | 27.27 RM |
|           | Therese Alshammar | Svezia    | 28.46    |
|           | Alena Nývltová    | Rep. Ceca | 28.47    |

### 100 m dorso
| Posizione | Atleta             | Paese    | Tempo |
| --------- | ------------------ | -------- | ----- |
|           | Stev Theloke       | Germania | 52.71 |
|           | Darius Grigalionis | Lituania | 53.41 |
|           | Eithan Urbach      | Israele  | 53.64 |

| Posizione | Atleta             | Paese     | Tempo   |
| --------- | ------------------ | --------- | ------- |
|           | Sandra Völker      | Germania  | 59.84   |
|           | Antje Buschschulte | Germania  | 59.97   |
|           | Alena Nývltová     | Rep. Ceca | 1:00.40 |

### 200 m dorso
| Posizione | Atleta        | Paese       | Tempo   |
| --------- | ------------- | ----------- | ------- |
|           | Örn Arnarson  | Islanda     | 1:55.16 |
|           | Adam Ruckwood | Regno Unito | 1:55.34 |
|           | Jorge Sanchez | Spagna      | 1:55.78 |

| Posizione | Atleta             | Paese       | Tempo   |
| --------- | ------------------ | ----------- | ------- |
|           | Antje Buschschulte | Germania    | 2:07.31 |
|           | Helen Don-Duncan   | Regno Unito | 2:09.83 |
|           | Yulia Fomenko      | Russia      | 2:10.38 |

### 50 m rana
| Posizione | Atleta               | Paese    | Tempo    |
| --------- | -------------------- | -------- | -------- |
|           | Mark Warnecke        | Germania | 26.70 RM |
|           | Patrik Isaksson      | Svezia   | 27.21    |
|           | Patrick Schmollinger | Austria  | 27.60    |

| Posizione | Atleta         | Paese       | Tempo |
| --------- | -------------- | ----------- | ----- |
|           | Silvia Gerasch | Germania    | 31.43 |
|           | Vera Lischka   | Austria     | 31.61 |
|           | Jaime King     | Regno Unito | 31.69 |

### 100 m rana
| Posizione | Atleta          | Paese    | Tempo |
| --------- | --------------- | -------- | ----- |
|           | Patrik Isaksson | Svezia   | 59.22 |
|           | Mark Warnecke   | Germania | 59.77 |
|           | Jens Kruppa     | Germania | 59.89 |

| Posizione | Atleta              | Paese   | Tempo   |
| --------- | ------------------- | ------- | ------- |
|           | Brigitte Becue      | Belgio  | 1:07.71 |
|           | Alicja Pęczak       | Polonia | 1:07.71 |
|           | Svitlana Bondarenko | Ucraina | 1:07.86 |

### 200 m rana
| Posizione | Atleta            | Paese       | Tempo   |
| --------- | ----------------- | ----------- | ------- |
|           | Adam Whitehead    | Regno Unito | 2:08.54 |
|           | Stephan Perrot    | Francia     | 2:09.41 |
|           | Maxim Podoprigora | Austria     | 2:10.09 |

| Posizione | Atleta          | Paese    | Tempo   |
| --------- | --------------- | -------- | ------- |
|           | Alicja Pęczak   | Polonia  | 2:25.18 |
|           | Lourdes Becerra | Spagna   | 2:26.13 |
|           | Anne Poleska    | Germania | 2:26.21 |

### 50 m delfino
| Posizione | Atleta          | Paese       | Tempo    |
| --------- | --------------- | ----------- | -------- |
|           | Miloš Miloševic | Croazia     | 23.30 RM |
|           | Mark Foster     | Regno Unito | 23.34    |
|           | Lars Frölander  | Svezia      | 23.48    |

| Posizione | Atleta                | Paese       | Tempo    |
| --------- | --------------------- | ----------- | -------- |
|           | Inge de Bruijn        | Paesi Bassi | 26.09 RM |
|           | Anna-Karin Kammerling | Svezia      | 26.30    |
|           | Johanna Sjöberg       | Svezia      | 26.76    |

### 100 m delfino
| Posizione | Atleta          | Paese       | Tempo    |
| --------- | --------------- | ----------- | -------- |
|           | James Hickman   | Regno Unito | 51.04 RM |
|           | Lars Frölander  | Svezia      | 51.11    |
|           | Denys Sylantyev | Ucraina     | 51.87    |

| Posizione | Atleta            | Paese       | Tempo    |
| --------- | ----------------- | ----------- | -------- |
|           | Martina Moravcová | Slovacchia  | 57.72 RE |
|           | Johanna Sjöberg   | Svezia      | 58.17    |
|           | Inge de Bruijn    | Paesi Bassi | 58.47    |

### 200 m delfino
| Posizione | Atleta          | Paese       | Tempo   |
| --------- | --------------- | ----------- | ------- |
|           | James Hickman   | Regno Unito | 1:52.96 |
|           | Denys Sylantyev | Ucraina     | 1:54.13 |
|           | Thomas Rupprath | Germania    | 1:54.99 |

| Posizione | Atleta          | Paese     | Tempo   |
| --------- | --------------- | --------- | ------- |
|           | Sophia Skou     | Danimarca | 2:07.68 |
|           | Mette Jacobsen  | Danimarca | 2:07.92 |
|           | Johanna Sjöberg | Svezia    | 2:08.21 |

### 100 m misti
| Posizione | Atleta        | Paese       | Tempo |
| --------- | ------------- | ----------- | ----- |
|           | Jani Sievinen | Finlandia   | 53.64 |
|           | Jens Kruppa   | Germania    | 54.00 |
|           | James Hickman | Regno Unito | 54.45 |

| Posizione | Atleta            | Paese       | Tempo      |
| --------- | ----------------- | ----------- | ---------- |
|           | Martina Moravcová | Slovacchia  | 1:00.43 RM |
|           | Nataša Kejžar     | Slovenia    | 1:02.26    |
|           | Sue Rolph         | Regno Unito | 1:02.39    |

### 200 m misti
| Posizione | Atleta        | Paese       | Tempo   |
| --------- | ------------- | ----------- | ------- |
|           | James Hickman | Regno Unito | 1:56.36 |
|           | Marcel Wouda  | Paesi Bassi | 1:56.51 |
|           | Jani Sievinen | Finlandia   | 1:57.14 |

| Posizione | Atleta        | Paese       | Tempo   |
| --------- | ------------- | ----------- | ------- |
|           | Alicja Pęczak | Polonia     | 2:12.05 |
|           | Nicole Hetzer | Germania    | 2:13.05 |
|           | Sue Rolph     | Regno Unito | 2:13.19 |

### 400 m misti
| Posizione | Atleta           | Paese       | Tempo   |
| --------- | ---------------- | ----------- | ------- |
|           | Marcel Wouda     | Paesi Bassi | 4:07.70 |
|           | Frederik Hviid   | Spagna      | 4:12.13 |
|           | Christian Keller | Germania    | 4:12.56 |

| Posizione | Atleta          | Paese     | Tempo   |
| --------- | --------------- | --------- | ------- |
|           | Hana Cerna      | Rep. Ceca | 4:36.03 |
|           | Nicole Hetzer   | Germania  | 4:36.37 |
|           | Lourdes Becerra | Spagna    | 4:39.56 |

### 4 x 50 m stile libero
| Posizione | Atleta                                                             | Paese       | Tempo      |
| --------- | ------------------------------------------------------------------ | ----------- | ---------- |
|           | Mark Veens Johan Kenkhuis Stefan Aartsen Pieter van den Hoogenband | Paesi Bassi | 1:26.99 RM |
|           | Mark Foster James Hickman Simon Handley Sion Brinn                 | Regno Unito | 1:27.74    |
|           | Stephan Kunzelmann Lars Conrad Alexander Lüderitz Carsten Dehmlow  | Germania    | 1:28.01    |

| Posizione | Atleta                                                       | Paese       | Tempo      |
| --------- | ------------------------------------------------------------ | ----------- | ---------- |
|           | Katrin Meißner Simone Osygus Marianne Hinners Sandra Völker  | Germania    | 1:39.56 RM |
|           | Angela Postma Nienke Valen Wilma van Hofwegen Inge de Bruijn | Paesi Bassi | 1:40.05    |
|           | Alison Sheppard Claire Huddart Karen Pickering Sue Rolph     | Regno Unito | 1:40.11    |

### 4 x 50 m misti
| Posizione | Atleta                                                              | Paese       | Tempo      |
| --------- | ------------------------------------------------------------------- | ----------- | ---------- |
|           | Daniel Carlsson Patrik Isaksson Lars Frölander Jonas Åkesson        | Svezia      | 1:35.51 RM |
|           | Stephan Kunzelmann Mark Warnecke Thomas Rupprath Alexander Lüderitz | Germania    | 1:35.51 RM |
|           | Sion Brinn Darren Mew James Hickman Mark Foster                     | Regno Unito | 1:36.11    |

| Posizione | Atleta                                                                | Paese       | Tempo      |
| --------- | --------------------------------------------------------------------- | ----------- | ---------- |
|           | Sandra Völker Sylvia Gerasch Franziska van Almsick Katrin Meißner     | Germania    | 1:50.13 RM |
|           | Therese Alshammar Maria Östling Johanna Sjöberg Anna-Karin Kammerling | Svezia      | 1:50.84    |
|           | Brenda Starink Madelon Baans Inge de Bruijn Angela Postma             | Paesi Bassi | 1:51.01    |